# Liga II 2009-2010
Il campionato di Liga II di calcio 2009-2010 è stata la settantesima stagione del secondo livello del campionato rumeno.
Si sono qualificate per la Liga I come da regolamento anche le seconde classificate dei gironi, lo Sportul Studentesc per la Serie I e l'U Cluj per la Serie II.

## Serie I
|  | 1.  | Victoria Brănești  | 71 |
|  | 2.  | Sportul Studențesc | 69 |
|  | 3.  | Petrolul Ploiești  | 67 |
|  | 4.  | Snagov             | 60 |
|  | 5.  | Delta Tulcea       | 59 |
|  | 6.  | Săgeata Năvodari   | 58 |
|  | 7.  | Concordia Chiajna  | 54 |
|  | 8.  | Farul Costanza     | 53 |
|  | 9.  | Botoșani           | 49 |
|  | 10. | Astra Giurgiu II   | 49 |
|  | 11. | Dunărea Galați     | 45 |
|  | 12. | Bacău              | 43 |
|  | 13. | Steaua Bucarest II | 41 |
|  | 14. | Gloria Buzău       | 35 |
|  | 15. | Dinamo II Bucarest | 29 |
|  | 16. | Tricolorul Breaza  | 28 |
|  | 17. | Râmnicu Sărat      | 19 |
|  | 18. | Cetatea Suceava    | 15 |

Legenda:

      Promossa in Liga I 2010-2011

      Retrocesse in Liga III 2010-2011

Tre punti a vittoria, uno a pareggio, zero a sconfitta.
La classifica viene stilata secondo i seguenti criteri:
- Punti conquistati
- Punti conquistati negli scontri diretti
- Differenza reti negli scontri diretti
- Reti realizzate negli scontri diretti
- Goal fuori casa negli scontri diretti (solo tra due squadre)
- Differenza reti generale
- Reti totali realizzate
- Fair-play ranking

## Serie II
|  | 1.  | Târgu Mureș               | 69 |
|  | 2.  | U Cluj                    | 67 |
|  | 3.  | Dacia Mioveni             | 66 |
|  | 4.  | UTA Arad                  | 58 |
|  | 5.  | Argeș Pitești             | 54 |
|  | 6.  | Otopeni                   | 50 |
|  | 7.  | Gaz Metan CFR Craiova     | 45 |
|  | 8.  | Minaur Baia Mare          | 44 |
|  | 9.  | Bihor Oradea              | 42 |
|  | 10. | Arieșul Turda             | 42 |
|  | 11. | Silvania Şimleu Silvaniei | 37 |
|  | 12. | Râmnicu Vâlcea            | 36 |
|  | 13. | Minerul Lupeni            | 36 |
|  | 14. | Mureșul Deva              | 31 |
|  | 15. | Fortuna Covaci            | 26 |
|  | 16. | Jiul Petroșani            | 26 |
|  | 17. | Drobeta-Turnu Severin     | 17 |
|  | 18. | CFR Timișoara             | 0  |

Legenda:

      Promossa in Liga I 2010-2011

      Retrocesse in Liga III 2010-2011

Tre punti a vittoria, uno a pareggio, zero a sconfitta.
La classifica viene stilata secondo i seguenti criteri:
- Punti conquistati
- Punti conquistati negli scontri diretti
- Differenza reti negli scontri diretti
- Reti realizzate negli scontri diretti
- Goal fuori casa negli scontri diretti (solo tra due squadre)
- Differenza reti generale
- Reti totali realizzate
- Fair-play ranking

## Verdetti
- Promosse in Liga I: Victoria Branesti, Sportul Studentesc, FCM Targu Mures e U Cluj.
- Retrocesse in Liga III: Gloria Buzău, Dinamo II, Tricolorul Breaza, CSM Olimpia Ramnicu Sarat, Cetatea Suceava, Mureşul Deva, Fortuna Covaci, Jiul Petroşani, FC Drobeta Turnu Severin (per ritiro alla fine del girone di andata) e CFR Timisoara (per ritiro alle prime giornate della Liga II).